# Plumbers Don’t Wear Ties
Plumbers Don’t Wear Ties (в переводе с англ. — «Сантехники галстуков не носят») — эротическая компьютерная игра-фильм, разработанная Kirin Entertainment для 3DO Interactive Multiplayer. Игра рассказывает о Джоне и Джейн, которые, под давлением своих родителей, находят друг друга. Игрок играет за обоих персонажей одновременно.
Plumbers Don’t Wear Ties получила негативные отзывы за бессмысленный сюжет, убогую актёрскую игру, примитивность в исполнении, использование клише, слайд-шоу вместо видео, не вырезанные неудачные дубли, абсурдные моменты, странные фотографии в титрах, затянутость и чрезмерный акцент чуть ли не на каждом действии персонажей, неуместное использование цветофильтров. Как результат, игра считается одной из худших в истории компьютерных игр.

## Геймплей
Единственной интерактивной частью являются экраны выбора из нескольких вариантов (как в DVD-играх). Это приносит игроку очки и от этого зависит развитие сюжета.

## Отзывы
Хотя из-за малой распространённости 3DO игра оставалсь в безызвестности, она получила внимание после освещения её Джеймсом Рольфом в рамках его шоу Angry Video Game Nerd в 74-м эпизоде 2009 года.
Plumbers Don't Wear Ties считается одной из худших игр всех времён. Она получила негативное внимание в основном из-за того, что большая её часть была представлена в виде слайд-шоу, где в основном использовались неподвижные изображения вместо видео, несмотря на это, игра рекламировалась как FMV (только вступление было полнометражным видео).